# Lucinda Sullivan
Pour les articles homonymes, voir Sullivan.
Lucinda Sullivan (1831 - 29 août 1881) est une philanthrope irlandaise, une écrivaine et une promotrice du bien-être des enfants. Elle est la fondatrice de la Sunbeam House.

## Petite enfance et famille
Lucinda Sullivan est née Lucinda Brady en 1831, probablement à Castleconnell dans le comté de Limerick. Son père est le capitaine William Edward Brady, constable en chef de la police à Castleconnell et auparavant lieutenant dans le 2nd West India Regiment. Sa mère est la deuxième épouse de William, Lucinda Catherine (née Forester). Sullivan est la plus jeune enfant, avec une sœur aînée et trois demi-frères et sœurs plus âgés. Aucun document ne survit de ses premières années, mais il est probable qu'elle est bien éduquée. Elle épouse Robert Sullivan le 22 décembre 1865 à l'église paroissiale de Monkstown. Le couple vit au Clarinda Park West à Dún Laoghaire pendant deux ans. Son mari subit un accident vasculaire cérébral en 1867 et meurt le 11 juillet 1868 après avoir été soigné par Sullivan pendant sa dernière année. Il lui lègue 45 000 £ dans son testament.

## Carrière
Sullivan se rend à Männedorf, en Suisse, à l'été 1872 pour séjourner dans une maison établie par la guérisseuse Dorothea Trudel. Trudel pense que les maladies physiques et mentales pouvaient être guéries par la prière et l'imposition des mains, ses disciples continuant son travail après sa mort. En 1873, elle publie un mémoire, Diary of a month in Männedorf, détaillant l'événement traumatisant qui change sa vie lorsqu'elle est à Männedorf. Elle prend un bateau à vapeur à travers le lac de Zurich pour visiter une école le 28 août 1872, et sur le chemin du retour, le bateau à vapeur sur lequel elle voyagea, le Saint-Gothard, a été heurté par un autre bateau à vapeur, le Concordia. Elle est la dernière à quitter le ferry, qui avait 450 enfants et 50 adultes à bord. Elle se souvient qu'en attendant, elle s'était tourné vers un homme gravement déformé par le tétanos qu'elle avait rencontré dix ans auparavant, déclarant que son « intérêt le plus profond [était] éveillé au sujet des travailleuses parmi les malades, les ignorants et les pauvres » et elle s'engage à consacrer sa vie aux soins en remerciement de sa vie sauvée,.
Pour atteindre cet objectif, elle se rend à Kaiserwerth en Allemagne pour se former à l'hôpital Kaiserwerth Deaconess. Fondé par le pasteur Theodor Fliedner, les femmes sont formées pour être diaconesses et apprennent les compétences infirmières et la théologie, avec Florence Nightingale, la diplômée la plus célèbre de l'hôpital. Une fois ses études terminées, Sullivan soigne les enfants malades à l'hôpital Mildmay Deaconess près de Shoreditch à Londres pendant plusieurs semaines. Elle revient en Irlande à la fin de 1872 et a été nommée première dame surintendante de l'hôpital d'Adélaïde à Dublin. À l'hôpital, elle voit la souffrance des malades pauvres, y compris des enfants atteints de maladies articulaires et vertébrales provoquées par la pauvreté et l'humidité. Cela l'inspire à créer une maison avec des soins hospitaliers, une scolarité et une formation industrielle. Le 26 octobre 1874, elle expose sa proposition dans une lettre du Daily Express et reçoit des dons pour un total de 300 £.
Sullivan prend possession du Bray Auxiliary Hospital for Incurables vacant sur Lower Dargle Road à Bray à la fin de 1874. Inauguré en décembre 1874, l'hôpital et nommé « Home for Crippled Children », elle compte 14 lits dans l'aile Crompton (nommée en l'honneur de l'ancien propriétaire de l'hôpital, le juge Philip Crompton) et une salle de classe. Au-dessus de la porte d'entrée se trouvait l'inscription "... en remerciement à Dieu Tout-Puissant pour la délivrance du péril du naufrage". Premier du genre en Irlande, l'hôpital s'appuie sur des collectes de fonds et des dons caritatifs. Sullivan attire habilement de riches clients et obtient des fonds philanthropiques pour l'hôpital, y compris l'épouse du seigneur lieutenant d'Irlande, Lady Louisa Abercorn, levant près de 2000 £ en février 1875, avec l'ouverture de l'aile Abercorn en 1877. Le livre d'or du hall d'entrée comprend des mots de William Ewart Gladstone et sa femme, de la reine de Roumanie, Elisabeth de Wied et d'Olave Baden-Powell,.

## Mort et héritage
Elle reste surintendante de l'hôpital d'Adélaïde jusqu'au début de 1875, en raison de sa santé déclinante et de se concentrer sur le Home for Crippled Children. On lui diagnostique un cancer en 1880, ce qui l'amène à créer un fonds de dotation avec sa sœur, Louise, nommée comme successeure. Sullivan meurt le 23 août 1881 au Home in Bray. Elle est enterrée au cimetière de Mount Jerome de Dublin. Elle laisse 4000 £ à la Home, 100 £ à chacune des institutions de Mildmay et Kaiserwerth, et effectue des legs à l'organisme représentatif de l'Église d'Irlande, à la Society for the Prevention of Cruelty to Animals de Dublin et à la Church Missionary Society.
La Home for Crippled Children continue de se développer après la mort de Sullivan, devenant un centre de traitement pour les enfants atteints de rachitisme, changeant son nom pour Sunbeam House dans les années 1920. Plus tard, elle devient une maison de convalescence pour enfants et, en 1958, elle devient une maison pour personnes handicapées mentales. En 1970, elle est connue sous le nom de Sunbeam House Special National School, et en 1976, elle est la première école nationale multiconfessionnelle et mixte à besoins spéciaux d'Irlande reconnue par le ministère de l'Éducation comme la New Court School. Plus récemment, elle est connue sous le nom de Sunbeam House Services,,,.